# Phaonia subsemilunara
Phaonia subsemilunara este o specie de muște din genul Phaonia, familia Muscidae, descrisă de Feng în anul 2000.
Este endemică în Sichuan. Conform Catalogue of Life specia Phaonia subsemilunara nu are subspecii cunoscute.